# Paralipsa
Paralipsa is een geslacht van vlinders uit de familie van de snuitmotten (Pyralidae) en de onderfamilie Galleriinae.

## Soorten
- Paralipsa decolorella Hampson, 1901
- Paralipsa decorella Hulst, 1892
- Paralipsa exacta Whalley, 1962
- Paralipsa gularis Zeller, 1877